# Теракт в Манчестере (2017)
Взрыв в Манчестере произошёл 22 мая 2017 года в 22:40 по местному времени на «Манчестер-Арене», в результате чего погибло 23 человека, более 120 получили ранения. Взрыв произошёл в конце концерта американской певицы Арианы Гранде. Ответственность за теракт взяло на себя Исламское государство.

## Жертвы
По данным правоохранительных органов, бомбу в действие привёл террорист-смертник, позже идентифицированный как Салман Рамадан Абеди 31 декабря 1994 года рождения. Также сообщалось, что взрывное устройство было начинено поражающими элементами. По данным полиции, жертвами взрыва стали 23 человека (включая смертника), 120 получили ранения.
По сообщениям СМИ, среди жертв есть подростки и дети. Двум опознанным жертвам 8 и 18 лет.
Позже полиция обнаружила второй объект, похожий на взрывное устройство. Объект был уничтожен контролируемым взрывом. Однако, как оказалось позже, объект не являлся взрывным устройством.
Поступили многочисленные сообщения о втором взрыве; по некоторым данным, он произошёл, когда многие участники концерта уже покидали арену.
На концерте вместе со своей семьёй присутствовал мэр Ливерпуля Стив Ротерхэм, никто из них не пострадал. Ариана Гранде также не пострадала.

## Связь с Исламским государством
Ответственность за теракт взяло на себя «Исламское государство». Сообщение от ИГ, распространённое в мессенджере Telegram, гласит, что взрыв совершил «воин халифата», который пронёс бомбу в скопление «крестоносцев». Сторонники ИГ в интернете одобрили взрыв, назвав его местью за британские авиаудары в Ираке и Сирии.

## Реакция
Премьер-министр Великобритании Тереза Мэй, лидер лейбористов Джереми Корбин и лидер либерал-демократов Тим Фаррон осудили произошедшее, выразили соболезнования родным и близким погибших, оценили оперативное реагирование экстренных служб. Лидер лейбористской партии Джереми Корбин в своей речи от 26 мая указал на связь между войнами, которые поддерживает и ведёт Великобритания в других странах, в том числе и в Ливии (родители террориста-смертника родом из Ливии) и терроризмом в самой Великобритании.
Соболезнования жертвам теракта выразили лидеры Австралии, Казахстана, Армении, Бельгии, Франции, Греции, Израиля, Ирана, Нидерландов, Норвегии, Палестины, России, Швеции и США.
Железнодорожная станция Манчестер — Виктория прекратила отправку и приём поездов. Полицейское управление Манчестера охарактеризовало произошедшее как «серьёзный инцидент».
Королева Великобритании Елизавета II выразила соболезнования родным и близким погибших, а также обратилась к британцам со специальным обращением в связи со случившимся инцидентом.

## Расследование
Террорист-смертник был опознан как 22-летний Салман Рамадан Абеди, уроженец Манчестера. Его родители бежали из Ливии в 1980-х от власти Муаммара Каддафи и вернулись в страну после его свержения в 2011 году. Салман был третьим из четырёх детей. С соседями семья не общалась. Он и его брат были прихожанами мечети, в которой их отец работал охранником. Абеди был участником уличных банд и попадал в поле зрения полиции задолго до совершения теракта, в 2014 году он поступил в университет, но вскоре бросил учёбу, работал в пекарне. В свободное время играл в футбол и курил коноплю.
Соседи сказали, что затем Абеди стал набожным и замкнутым, друг семьи назвал его «очень религиозным» человеком. Он привлёк внимание ещё в 2015 году, когда в мечети во время проповеди, осуждавшей терроризм, начал публично высказывать возражения. Поблизости с семьёй Абеди проживала группа ливийских диссидентов из Ливийской исламской боевой группы, подвергавшихся гонениям со стороны Каддафи. Сестра Абеди сказала, что её брат был «добрым и нежным» человеком, она предположила, что Абеди руководствовался местью за «американские бомбёжки детей в Сирии», «он видел, что дети мусульман погибают, и хотел мести».
По словам министра МВД Франции, Абеди имел «доказанные» связи с ИГ. По состоянию на 23 мая британским следователям неизвестно, действовал ли он в одиночку или входил в террористическую сеть.
Младший брат Салмана Абеди, Хашем Абеди, был обвинён в пособничестве в совершении теракта, был арестован в Ливии и выдан Великобритании. 20 августа 2020 года он был приговорён к пожизненному лишению свободы с правом на досрочное освобождение не ранее чем через 55 лет.

## One Love Manchester
4 июня 2017 года в Манчестере на Old Trafford Cricket Ground прошёл благотворительный концерт One Love Manchester с участием многих звёзд поп-музыки: Ариана Гранде, Джастин Бибер, Coldplay, Кэти Перри, Майли Сайрус, Фаррелл Уильямс, Take That, Niall Horan, Little Mix, Лиам Галлахер, Робби Уильямс, Black Eyed Peas. В результате было собрано £10 млн для жертв теракта.

## Память
Ариана Гранде в 2018 году выпустила песню «Get Well Soon» и добавила в её конце 40 секунд молчания в честь погибших на теракте в Манчестере. Песня длится 5 минут 22 секунды, что является отсылкой к дате теракта — 22 мая (22.05).